# Зигфрид фон Хоенлое-Вайкерсхайм
Зигфрид фон Хоенлое-Вайкерсхайм (на немски: Siegfried von Hohenlohe-Weikersheim; * 28 август 1619, Нойенщайн; † 26 април 1684, Вайкерсхайм) е граф на Хоенлое във Вайкерсхайм от 1677 г. до смъртта си.

## Произход
Той е третият син на граф Крафт VII фон Хоенлое-Глайхен в Нойенщайн (1582 – 1641) и съпругата му пфалцграфиня София фон Цвайбрюкен-Биркенфелд (1593 – 1676), дъщеря на пфалцграф Карл I фон Цвайбрюкен-Биркенфелд и Доротея фон Брауншвайг-Люнебург. Брат е на Йохан Фридрих I (1617 – 1702), граф на Хоенлое-Йоринген, Крафт Магнус (1618 – 1670), Волфганг Юлиус (1622 – 1698), от 1677 г. граф на Хоенлое-Нойенщайн, и на Йохан Лудвиг (1625 – 1689), от 1677 г. граф в Кюнцелсау.
През 1677 г. той и братята му си поделят владенията на рода Хоенлое. Зигфрид получава Вайкерсхайм.

## Фамилия
Първи брак: през 1662 г. в Нойенщайн с графиня Мария фон Каунитц (* ок. 1620; † 13 февруари 1674), вдовица на Карел Вацлав Ходицки фон Кауниц от Ходиц († сл. 1644), дъщеря на фрайхер Бедржих, (1597 – 1627) и Мария Евсебия Зезимова от Усти. Те нямат деца.
Втори брак: през 1678 г. в Майзенхайм с пфалцграфиня София Амалия фон Пфалц-Цвайбрюкен (* 15 декември 1646, Саарбрюкен; † 30 ноември 1695, Гелнхаузен), дъщеря на пфалцграф и херцог Фридрих фон Пфалц-Цвайбрюкен и Анна Юлиана фон Насау-Саарбрюкен. Те нямат деца.
Вдовицата му София Амалия се омъжва втори път на 30 май 1685 г. във Вайкерсхайм за пфалцграф Йохан Карл фон Пфалц-Биркенфелд-Гелнхаузен (1638 – 1704).